# 林部智史
林部智史（はやしべ さとし，1988年5月7日—），是日本的創作歌手和廣播節目主持人，屬avex trax旗下。

## 生平
林部智史於山形縣新庄市出生，在山形市成長。曾報考籃球強隊的高中但失敗，一浪後進入山形縣立山形南高中，之後參加籃球社、代表山形縣晉身全國比賽。高中畢業後，他入讀鶴岡市的莊内看護專科學校，期間患上抑鬱症無法成為護理人員、有過繭居族的經驗；輟學後一邊尋找包住的打工一邊流浪。在北海道禮文島的飯店工作時，一位會彈吉他的同事對他說「你的聲音不當歌手太奇怪了」，而決定專注於音樂發展。
上京入讀ESP音樂學院的聲樂課程，以報業獎學金的身分、一邊努力工作一邊上學，雖然擔任學校的主唱，但參加多次徵選也未獲通過，畢業未能出道當歌手。
隨後一度放棄當歌手，在東京迪士尼海洋擔任演員，不久獲電視節目《THE卡拉OK★戰鬥》邀約參賽，並藉此機會轉職為歌唱老師，再次以成為歌手為目標。但在節目上一直都無法贏得冠軍，在2015年1月，他以「這次不贏得冠軍，以後就不再來上節目」的決心挑戰，終於贏得第一冠，之後在2015年年度冠軍賽事中，連取節目史上第一次排位賽和決賽都是100分而奪冠；次年（2016年）再次在同一節目獲得冠軍，以「入選名人堂」形式畢業，專注於自身的音樂活動。
2016年2月24日以單曲《想見你》出道，以「現在最令人想哭的一首歌」聞名，發行4個月後獲得全國有線排行榜第一名，銷量突破15萬張，並在年末的《第58屆日本唱片大獎》和《第49屆日本有線大獎》獲得新人獎。
2017年2月15日，第二張單曲《晴れた日に、空を見上げて》（晴れた日に、空を見上げて）為電視劇《就活家族～一定會順利的～》主題曲。
2018年1月10日，首張專輯《Ⅰ》發行，收錄曲《命運之人》（運命の人）為電視劇《特命刑事 カクホの女》主題曲。
2019年8月21日，第五張單曲《希望》發行，翻唱同為山形縣出身前輩歌手岸洋子名作《希望》。

## 音樂作品

### 正規專輯
- I（2018年1月10日）
- II（2020年7月29日）
- 還沒好喔（まあだだよ）（2021年1月20日）
- Ⅲ（2022年11月1日）
- RAINBOW（2023年9月27日）
- 緣（2025年9月24日）

### 翻唱專輯
- Kataribe 1（カタリベ1）（2018年10月3日）
- 琴線歌 〜林部智史 一路上的抒情詩歌（琴線歌 〜はやしべさとし 叙情歌を道づれに〜）（2019年3月20日）
- 琴線歌 其之二 〜林部智史 一路上的抒情詩歌（琴線歌 其の二 〜はやしべさとし 叙情歌を道づれに〜）（2019年11月20日）
- 琴線歌 其之三 ～林部智史 一路上的抒情詩歌（琴線歌 其の三 ～はやしべさとし 叙情歌を道づれに～）（2021年9月1日）
- 琴線歌 其之四 ～林部智史 一路上的抒情詩歌（琴線歌 其の四 ～はやしべさとし 叙情歌を道づれに～）（2023年1月11日）
- 琴線歌 其之五 ～林部智史 一路上的抒情詩歌（琴線歌 其の五 ～はやしべさとし 叙情歌を道づれに～）（2024年1月17日）
- Kataribe 2（カタリベ2）（2024年6月5日）
- Kataribe ～愛的珠寶盒～（カタリベ ～愛のエクラン～）（2024年10月23日）

### 單曲
- 想見你（日语：あいたい (林部智史の曲)）（2016年2月24日）
- 晴天，仰望天空（晴れた日に、空を見上げて）（2017年2月15日）
- 想要抱緊你（だきしめたい）（2017年6月28日）
- 戀衣（2018年6月20日）
- 一如當初（あの頃のままに）（2019年1月16日，數位發行）
- 希望（2019年8月21日）
- 青金石之淚（ラピスラズリの涙）（2021年5月26日）
- 花的約定（花に約束）（2022年2月16日，數位發行）
- 何處 ～再次讓歌在空中飄揚～（いずこ ～ふたたび歌を空に翔ばそう～）（2022年5月25日）
- 楊樹寄語（ポプラの伝言）（2023年2月22日，數位發行）
- La Rouge（2023年5月31日）
- 向日葵（ひまわり）（2025年6月4日）

### 其他作品
- A Whole New World（Beverly合唱）、Let It Go（收錄於《Disney Magical Pop Christmas》）（2016年11月16日）
- Over and Over 〜夢想永無止境（日语：Over and Over 〜夢は終わらない）（K★B全明星合唱）（Over and Over 〜夢は終わらない）（收錄於《東京電視台系 THE卡拉OK★戰鬥B EST ALBUM》）（2016年12月21日）
- 這個小鎮（この街）（收錄於《我來到地球上的一個人〜阿久悠致敬專輯（日语：地球の男にあきたところよ 〜阿久悠リスペクト・アルバ）》）（2017年11月15日）[5]

### DVD
- 4th & 5th Anniversary Concert（2022年2月23日）

## 演出

### 劇集
- 小荳荳！ 第45話（2017年12月1日、朝日電視台） - 飾演坂本九

## 外部連結
- 官方网站
- 林部智史的Ameba部落格（日語）
- Ameba ブログ - 2016年 アーカイブ
- 林部智史的X（前Twitter）
- 林部智史的Facebook專頁
- エイベックス・ポータル“林部智史” （页面存档备份，存于）
- YouTube上的林部智史 Official Channel頻道
- 林部智史 - Oricon